# Библиография Редьярда Киплинга
- Департаментские песни (1886, сборник стихов)
- Простые рассказы с гор (1888, сборник)
- Три солдата (1888, сборник)
- The Story of the Gadsbys (1888, роман)
- In Black and White (1888)
- Under the Deodars (1888)
- The Phantom Rickshaw and other Eerie Tales (1888)

Сборник включает рассказ Человек, который станет королем
- Ви-Вилли-Винки (1888, сборник)

Сборник включает рассказ Ме-е, паршивая овца
- Life’s Handicap (1891)
- Свет погас (1891, роман)
- American Notes (1891, non-fiction)
- Песни казармы (1892, стихи)
- Наулака: История о Западе и Востоке (1892, роман, в соавторстве с У.Балестьером)
- Масса выдумок (1893, сборник)
- Книга джунглей  (1894)
  - «Братья Маугли» (рассказ)
  - «Hunting-Song of the Seeonee Pack» (стихотворение)
  - «Охота питона Каа» (M) (рассказ)
  - «Дорожная песнь Бандерлогов» (стихотворение)
  - «Тигр! Тигр!» (рассказ)
  - «Mowgli’s Song That He Sang at the Council Rock When He Danced on Shere Khan’s Hide» (poem)
  - «Белый котик» (рассказ)
  - «Lukannon» (poem)
  - «Рикки-Тикки-Тави» (рассказ)
  - «Darzee’s Chaunt (Song in Honour of Rikki-Tikki-Tavi)» (poem)
  - «Маленький Тумаи» (рассказ)
  - «Shiv and the Grasshopper (The Song That Toomai’s Mother Sang to the Baby)» (poem)
  - «Слуги её величества» (рассказ)
  - «Parade-Song of the Camp Animals» (poem)
- Вторая книга джунглей (1895)
  - «Как в джунгли пришёл страх» (рассказ)
  - «Закон джунглей» (стихотворение)
  - «Чудо Пурун Бхагата» (рассказ)
  - «Песня Кабира» (поэма)
  - «Нашествие джунглей» (рассказ)
  - «Mowgli’s Song Against People» (poem)
  - «Могильщики» (рассказ)
  - «A Ripple Song» (poem)
  - «Королевский анкас» (рассказ)
  - «The Song of the Little Hunter» (poem)
  - «Квикверн» (рассказ)
  - «'Angutivaun Taina'» (poem)
  - «Рыжие собаки» (рассказ)
  - «Chil’s Song» (poem)
  - «Весна» (рассказ)
  - «The Outsong» (poem)
- Отважные капитаны (1896, роман для юношества)
- Семь морей (1896, сборник стихов)
- Белые тезисы (1896, сборник стихов)
- Труды дня (1898, сборник)
- A Fleet in Being (1898)
- Сталки и К° (1899, роман, из нескольких новелл)
  - В засаде (рассказ)
  - Рабы лампы — I (рассказ)
  - Неаппетитная интерлюдия (рассказ)
  - Импрессионисты (рассказ)
  - Реформаторы нравственности (рассказ)
  - Подготовительный урок (рассказ)
  - Под чужим флагом (рассказ)
  - Последний триместр (рассказ)
  - Рабы лампы — II (рассказ)
- От моря до моря (путевые заметки) (1899, репортерская проза)
- Пять наций (1903, сборник стихов)
  - Boots (в русском переводе — «Пыль», «Пехота в Африке»)
- Ким (1901, роман)
- Сказки просто так (1902)
  - «Почему кит ест только мелких рыбок»
  - «Как на спине верблюда появился горб»
  - «Как на коже носорога появились складки»
  - «Как леопард стал пятнистым»
  - «Слоненок»
  - «Просьба старого кенгуру»
  - «Как появились броненосцы»
  - «Как было написано первое письмо»
  - «Как была составлена первая азбука»
  - «Морской краб, который играл с морем»
  - «Кот, который гулял где хотел»
  - «Мотылёк, который топнул ногой»
- Пути и открытия  (1904, сборник)
- Пак с холма Пука (Puck of Pook’s Hill, 1906, сказки, стихи и рассказы)
  - Меч Виланда (Weiland’s Sword)
  - Песня Пака (Puck’s Song, стихотворение)
  - Гимн деревьям (Tree Song, стихотворение)
  - Молодые люди в маноре (Young Men at the Manor)
  - Песня сэра Ричарда (Sir Richard’s Song, стихотворение)
  - Рыцари славного приключения (The Knights of the Joyous Venture)
  - Песня датчанки под арфу (Harp Song of the Dane Women, стихотворение)
  - Песня Торкильда (Thorkild’s Song, стихотворение)
  - Старики в Певенси (Old Men at Pevensey)
  - Руны на мече Виланда (The Runes on Weland’s Sword, стихотворение)
  - Центурион Тридцатого легиона (Centurion of the Thirtieth)
  - Что царства, троны, столицы… (Cities and Thrones and Powers, стихотворение)
  - Британско-Римская песнь (British Roman Song, стихотворение)
  - На Великой Стене (On the Great Wall)
  - Римини (Rimini, стихотворение),
  - Песнь Митре (Song to Mithras, стихотворение)
  - Крылатые Шлемы (The Winged Hats)
  - Песня пиктов (Pict Song, стихотворение)
  - Хэл-художник (Hal o' the Draft)
  - Пророк в своем отечестве (Prophets at Home, стихотворение)
  - Песня контрабандиста (Smuggler’s Song, стихотворение)
  - Бегство из Димчерча (Dymchurch Flit)
  - Песня Пчелиного мальчика (The Bee Boy’s Song, стихотворение)
  - Песенка о трёх частях Англии (A Three-Part Song, стихотворение)
  - Казна и закон (The Treasure and the Law)
  - Песня о пятой реке (Song of the Fifth River, стихотворение)
  - Детская песня (The Children’s Song, стихотворение)
- The Brushwood Boy (1907)
- Действие и противодействие (1909, сборник)
- Награды и Феи (1910, сказки, стихи и рассказы)
  - Холодное Железо (Cold Iron)
  - Амулет (a Charm, стихотворение)
  - Холодное железо (Cold Iron, стихотворение)
  - Глориана (Gloriana)
  - Две кумы (Two Cousins, стихотворение)
  - Подзорная труба (The Looking-Glass, стихотворение)
  - То, да не то! (The Wrong Thing)
  - Правдивая песня (A Truthful Song, стихотворение)
  - Король Генрих VII и корабелы (King Henry VII and the Shipwrights, стихотворение)
  - Марклейкские колдуны (Marklake Witches)
  - Лесная тропа (The Way through the Woods, стихотворение)
  - Бруклендская дорога (Brookland Road, стихотворение)
  - Нож и Меловые Холмы (The Knife and the Naked Chalk)
  - С Востока на Запад (The Run of the Downs, стихотворение)
  - Песня пастухов (Song of the Men’s Side, стихотворение)
  - Братец Квадратные туфли (Brother Square-Toes)
  - Филадельфия (Philadelphia, стихотворение)
  - Если… (If—, стихотворение)
  - Священник назло себе (a Priest in Spite of Himself)
  - Колыбельная святой Елены (St Helena Lullaby, стихотворение)
  - Честнейший бедняк (Poor Honest Men, стихотворение)
  - Обращение святого Уилфрида
  - Служба Эдди (Eddi’s Service, стихотворение)
  - Песня о красном корабле (Song of the Red War-Boat, стихотворение)
  - Доктор медицины (a Doctor of Medicine)
  - Песня астролога (Astrologer’s Song, стихотворение)
  - Наши предки (Our Fathers of Old, стихотворение)
  - Саймон Простак (Simple Simon)
  - Тысячный человек (The Thousandth Man, стихотворение)
  - Торговля Фрэнки (Frankie’s Trade, стихотворение)
  - Древо Правосудия (The Tree of Justice)
  - «The Ballad of Minepit Shaw» (стихотворение)
  - Рождественская песня (a Carol, стихотворение)
- A History of England (1911, non-fiction) with Charles Robert Leslie Fletcher
- Songs from Books (1912)
- The Fringes of the Fleet (1915, non-fiction)
- Sea Warfare (1916, non-fiction)
- Самые разные существа (1917, сборник)
- The Years Between (1919, poetry)
- Land and Sea Tales for Scouts and Guides (1923)
- Ирландские гвардейцы во время Великой войны (1923, публицистика)
- Дебет и кредит (1926, сборник)
- A Book of Words (1928, non-fiction)
- Thy Servant a Dog (1930)
- Ограничение и обновление (1932, сборник)
- Немного о себе (1937, автобиография)
- The Muse among the Motors (poetry)

Заглавие, не переведенное на русский язык, означает, что произведение не издавалось официально в переводе на русский.